# Obeidia epiphleba
Obeidia epiphleba är en fjärilsart som beskrevs av Eugen Wehrli 1936. Obeidia epiphleba ingår i släktet Obeidia och familjen mätare. Inga underarter finns listade i Catalogue of Life.